# 小林朔太郎
小林 朔太郎（こばやし さくたろう、2000年5月29日 - ）は、群馬県吾妻郡草津町出身のノルディック複合、スキージャンプ選手である。群馬県立長野原高等学校、慶應義塾大学を経て2024年より雪印メグミルクスキー部に所属する。

## 経歴
神奈川県で生まれ、6歳より母の出身地の草津町で育つ。スキージャンプを始めるきっかけは、母が間違って大会にエントリーしてからである。
大学まではノルディック複合の選手として活躍し、中学3年時には全国中学校スキー大会、高校3年時にはインターハイをそれぞれ制し、慶應義塾大学1、2年時にインカレを連覇している。2018年および2019年にはジュニア世界選手権に出場、2019/20シーズンから3シーズンコンチネンタルカップを転戦し、2021年張家口大会で2位となっている。2023年にはワールドユニバーシティゲームズ・レークプラシッド大会で個人2種目およびノルディック競技混合団体で優勝し、チームスプリントで2位となっている。なおこの大会ではスペシャルジャンプ団体にも出場し、3位となっている。
スペシャルジャンプでは、2023年に雪印メグミルク杯を制し、インカレも優勝するなどの成績を収めている。同年4月の大学卒業後、群馬県スキー連盟の所属でスペシャルジャンプに転向し、2023年の冬の開幕戦・名寄ピヤシリジャンプ大会を制する。
スペシャルジャンプの国際大会は、2023/24シーズンのFISカップより参戦し、9月のアインジーデルン大会の2戦目で23位に入りFISポイントを獲得。コンチネンタルカップは2024年1月の札幌大会で3試合ともポイントを獲得した。同年2月のワールドカップ札幌大会は初戦46位、2戦目は予選不通過でポイントを獲得できなかった。その後コンチネンタルカップやFISカップを転戦しシーズンを終えた。
2024年4月に雪印メグミルクに入社する。2024/25シーズンは、サマーグランプリに参戦しクーシュヴェル大会で12位となりポイントを獲得する。冬はコンチネンタルカップからスタートするが、ラハティ大会5位などの成績によりジャンプ週間よりワールドカップに昇格し、インスブルック大会で29位となり初ポイントを獲得した。その後札幌大会終了時までのポイントで日本代表の4番手となり世界選手権の代表に選ばれ、個人ノーマルヒルに出場した。ワールドカップは総合40位であった。国内戦は夏に1勝した。

## 主な競技成績

### 世界選手権
- 2025年トロンハイム大会（ ノルウェー）
  - 個人ノーマルヒル 失格

### ジュニア世界選手権
- 2018年カンデルシュテーク大会（ スイス）
  - 複合個人5km 12位
  - 複合個人10km 18位
  - 複合男子団体 8位（湯瀬瞬、小林朔太郎、松沢大翔、木村吉大）
- 2019年ラハティ大会（ フィンランド）
  - 複合個人5km 16位
  - 複合個人10km 26位
  - 複合男子団体 6位（谷地宙、小林朔太郎、竹花大松、木村幸大）

### ワールドユニバーシティゲームズ
- 2023年レークプラシッド大会（ アメリカ合衆国）[7]
  - 複合個人グンダーセン  1位
  - 複合個人マススタート  1位
  - ノルディック競技混合団体  1位（小林朔太郎（複合）、久保田真知子（ジャンプ）、祖父江凜（クロカン））
  - 複合チームスプリント  2位（小林朔太郎、中澤拓哉）
  - スペシャルジャンプ団体  3位（小林朔太郎、池田龍生）

### ワールドカップ
- 最高順位 13位（2024/25シーズンまで）

| シーズン | 順位 | ポイント |
| -------- | ---- | -------- |
| 2023/24  | .    | 0        |
| 2024/25  | 40.  | 76       |

### サマーグランプリ
- 最高順位 11位（2024シーズンまで）

| シーズン | 順位 | ポイント |
| -------- | ---- | -------- |
| 2024     | 30.  | 88       |

### コンチネンタルカップ
- ノルディック複合・2位1回（2021/22シーズンまで）

| シーズン | 順位 | ポイント |
| -------- | ---- | -------- |
| 2019/20  | 70.  | 18       |
| 2020/21  | 29.  | 125      |
| 2021/22  | 25.  | 186      |

- スペシャルジャンプ・最高順位 5位（2024/25シーズンまで）

| シーズン | 夏   | 夏       | 冬   | 冬       | 通算 | 通算     |
| シーズン | 順位 | ポイント | 順位 | ポイント | 順位 | ポイント |
| -------- | ---- | -------- | ---- | -------- | ---- | -------- |
| 2023/24  | –    | –        | 046. | 00111    | 0.   | 00       |
| 2024/25  | –    | –        | 046. | 0085     | 056. | 0085     |

### 国内大会
- 2016年
  - 第53回 全国中学校スキー大会ノルディック複合男子組 - 優勝
- 2019年
  - 第68回 全国高等学校スキー大会ノルディック複合男子組 - 優勝
- 2020年
  - 第93回 全日本学生スキー選手権大会ノルディック複合男子1部 - 優勝
- 2021年
  - 第94回 全日本学生スキー選手権大会ノルディック複合男子1部 - 優勝
- 2023年
  - 第64回 雪印メグミルク杯全日本ジャンプ大会成年組 - 優勝
  - 第96回 全日本学生スキー選手権大会スペシャルジャンプ男子1部 - 優勝
  - 第54回 名寄ピヤシリジャンプ大会男子組 - 優勝
- 2024年
  - ミタカカップ第24回妙高サマージャンプ大会男子組 - 優勝[8]